# Episymploce longiloba
Episymploce longiloba är en kackerlacksart som först beskrevs av Bei-Bienko 1969.  Episymploce longiloba ingår i släktet Episymploce och familjen småkackerlackor. Inga underarter finns listade i Catalogue of Life.